# カナダ児童手当
カナダ児童手当（カナダじどうてあて、英: Canada Child Benefit、CCB）は、カナダにおいて2016年に導入された子どもを有する家庭の負担を軽減するために設計された給付付き税額控除。
旧称は、カナダ児童手当 (Canada Child Tax Benefit)。

## 概要
1993年に導入されたカナダ児童手当（Canada Child Tax Benefit）は、税務当局であるカナダ歳入庁が執行する給付であった。
2016年からは、制度を簡素化し、中低所得世帯への支援を手厚くするために、それまで並立していた普遍的保育手当（Universal Child Care Benefit）とともに、カナダ児童手当（Canada Child Benefit）に置き換えられた。なお、前年の2015年には、児童税額控除（Child Tax Credit）の廃止と普遍的保育手当の拡充が行われていた。

## 制度内容
児童手当は、18歳未満の子を養育する者に給付され、給付額は、6歳未満の子1人当たり最大で6,639カナダドル、6歳から17歳の子1人当たり最大で5,602カナダドルである。
| 子の数  | 手当減額率                          | 手当減額率           |
| ------- | ----------------------------------- | -------------------- |
| 子の数  | 31,120カナダドル ～67,426カナダドル | 67,426カナダドル超え |
| 1人     | 7%                                  | 3.2%                 |
| 2人     | 13.5%                               | 5.7%                 |
| 3人     | 19%                                 | 8.0%                 |
| 4人以上 | 23%                                 | 9.5%                 |

所得制限が、右の表のように2段階で設けられている。子の数に応じて、超過分につき、減額される。
計算例（1）　実年収4万カナダドルの6歳の子が1人いる世帯の場合
最大控除額 - {（実所得金額-最大控除所得額[31,120カナダドル]）×手当減額率}=控除額（年間）
5,602-{(40,000-31,120)×0.07}=4,980.4
計算例（2）　実年収8万カナダドルの6歳の子が1人いる世帯の場合
最大控除額 - {（最大控除所得額[67,426カナダドル]）×手当減額率[7%]+（最大控除所得額[67,426カナダドル超え]）×手当減額率[3.2%]}=控除額（年間）
5,602-{67,426×0.07+(80,000-67,426)×0.032}=479.812

## 執行機関
カナダ児童手当、カナダ勤労給付のいずれも、執行機関はカナダ歳入庁である。ただし、給付の回数等には相違があるカナダ児童手当は毎月給付される。カナダ勤労給付は確定申告時に税額から控除し、控除し切れない分について給付が行われる。
なお、納税者番号として社会保険番号が活用されている。

## その他の税額控除
カナダでは、これらの他に、消費税逆進性対策型（消費税が持つとされる逆進的な性質を緩和するための仕組み）で、税額控除であるGSTクレジット（Goods and Services Tax Credit）も導入されている。GSTクレジットは、製造者売上税から付加価値税であるGSTへ1991年に移行された際に、付加価値税の低所得者対策として、生活必需品に係るGSTの負担を還付する目的で設けられたものである。GSTクレジットは、原則として19歳以上の者が申請できる。
GSTクレジットの額は、家族の人員構成と家族の所得によって決まる。
単身者の場合：最大で443カナダドル（2018課税年度分）である。
実所得が9,412カナダドル以下：控除額が290カナダドルである。
実所得9,412越え2万カナダドル未満：控除額が最大額まで増加する。
実所得2万 - 3万7,000カナダドル以下：最大控除額が受給される。
実所得3万7,000カナダドル超え4万カナダドル以下：3万8,000ドルで432.45ドルとなり、4万カナダドルまで1,000カナダドルごとに50カナダドル減らされる。
実所得4万カナダドルを超え：2,000カナダドルずつ増加するごとに4万6,000カナダドルまで100ドルずつ減らされる。そして、4万8,000カナダドルで消失する。
夫婦と19歳未満の子2人の場合：最大で886カナダドル（2018課税年度分）である。
実所得3万7,789カナダドル以下：最大控除額が受給される。
実所得3万7,789カナダドル超え4万カナダドル：3万9,000ドルで825.45カナダドルとなり、4万カナダドルで775.45ドルとなる。
実所得4万ドル超え：2,000カナダドルずつ増加するごとに5万4,000カナダドルまで50ドルずつ減らされる。そして、5万6,000カナダドルで消失する。
GSTクレジットは税額との相殺はなく、全額が年4回（7月、10月、翌年1月、4月）に分割して給付される。またカナダにおいて、GSTクレジットの不正受給は大きな問題とはなっていないが、その理由の一つに確定申告時期と給付時期との間に所得情報等を当局が確認をするための十分な時間を確保できていることが挙げられる。